# Stiggjutning
Stiggjutning är en typ av gjutning som innebär att formen fylls underifrån. Detta för att formen skall fyllas jämnt och turbulens undvikas. Att fylla formen underifrån vanligt eftersom en av de viktigaste aspekterna vid gjutning är hur götet flyter in i formen.